# Aquino
Aquino es una ciudad y comuna de la provincia de Frosinone situada en la región del Lacio en Italia, a 12 km al noroeste de Cassino. Tiene 5337 habitantes.

## Historia
La antigua Aquinum era un municipio en tiempos de Cicerón para convertirse en colonia durante el triunvirato. Estaba cruzada por la Vía Latina. 
Aquinum fue el lugar de nacimiento del poeta Juvenal y del emperador Pescennius Niger. 
El santo patrono de Aquino es San Costanzo, o San Constantius (difiere de San Constantius de Perugia). Santo Tomás de Aquino nació en el castillo de Roccasecca, a 8 kilómetros hacia el norte.
Aquino, junto con Sora y Arpino conformaron el ducado de Sora. hasta 1796 cuando fue anexionado al Reino de Nápoles.

## Lugares principales
Una de las puertas a través de las cuales pasó la Via Latina, ahora llamada Porta S. Lorenzo, continúa bien preservada, y dentro de las paredes (construidas por grandes bloques de piedra caliza que todavía quedan) permanecen restos de dos templos, una basílica  y un anfiteatro.
Afuera, en el sur hay un arco del triunfo  bien preservado con los capiteles compuestos, y cerca del mismo está la basílica de Santa Maria Libera del siglo XI, una construcción de estilo románico, pero ahora sin techo. Varias inscripciones romanas están incorporadas a ella, y muchas otras que han sido encontradas indican la temprana importancia del lugar, que, aunque no figura en la historia antigua, es mencionada por Cicerón y Estrabón.

## Evolución demográfica
| Gráfica de evolución demográfica de Aquino entre 1861 y 2001 |
|                                                              |
| Fuente ISTAT - elaboración gráfica de Wikipedia              |

## Apellido
Puede ser utilizado como apellido según la zona y el país.